# Capestrano
Capestrano – miejscowość i gmina we Włoszech, w regionie Abruzja, w prowincji L’Aquila.
Według danych na rok 2004 gminę zamieszkiwało 965 osób, 22,4 os./km².
W Capestrano 24 czerwca 1386 urodził się Jan Kapistran – franciszkanin obserwant, kaznodzieja, założyciel klasztorów Braci Mniejszych Obserwantów, święty Kościoła katolickiego.
W 2011 r. klasztor franciszkański w Capestrano przejęli bernardyni z Polski. 